# Commodore Amiga-modellek

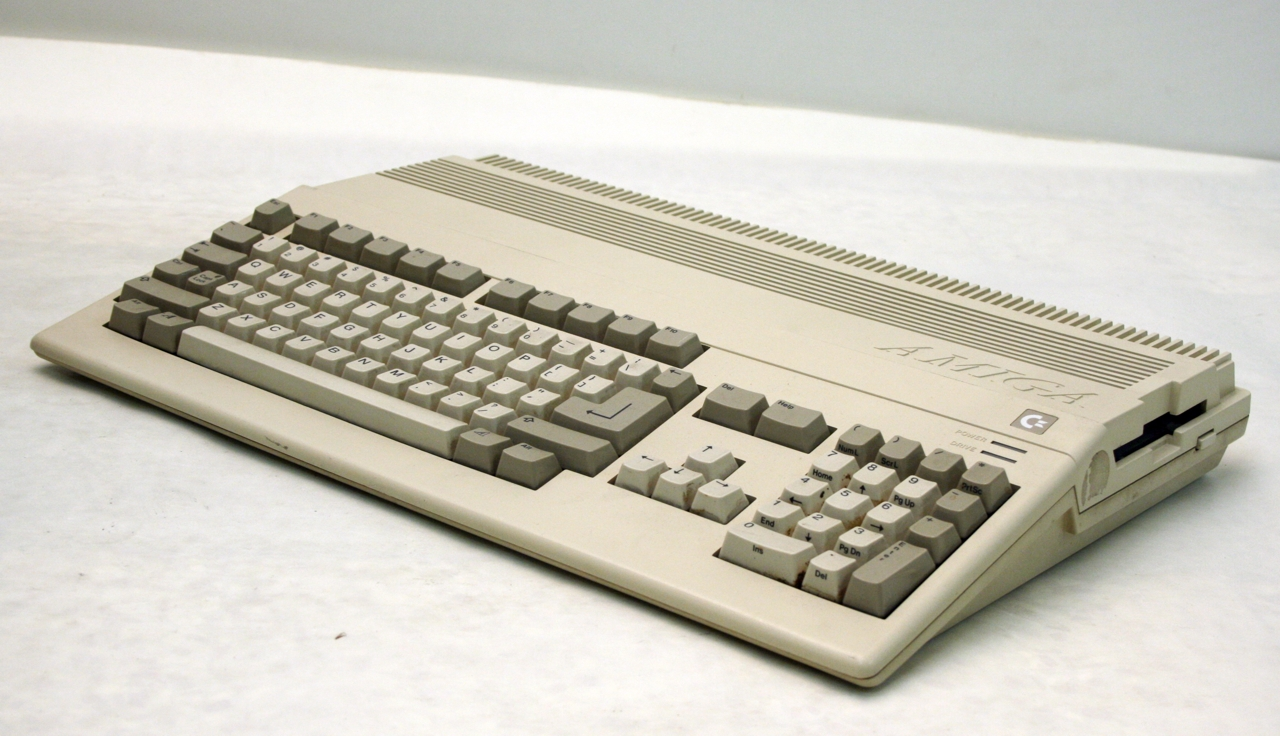
Amiga 500 modell

## Piacra került CommodoreAmiga-modellek

### Táblázatosan

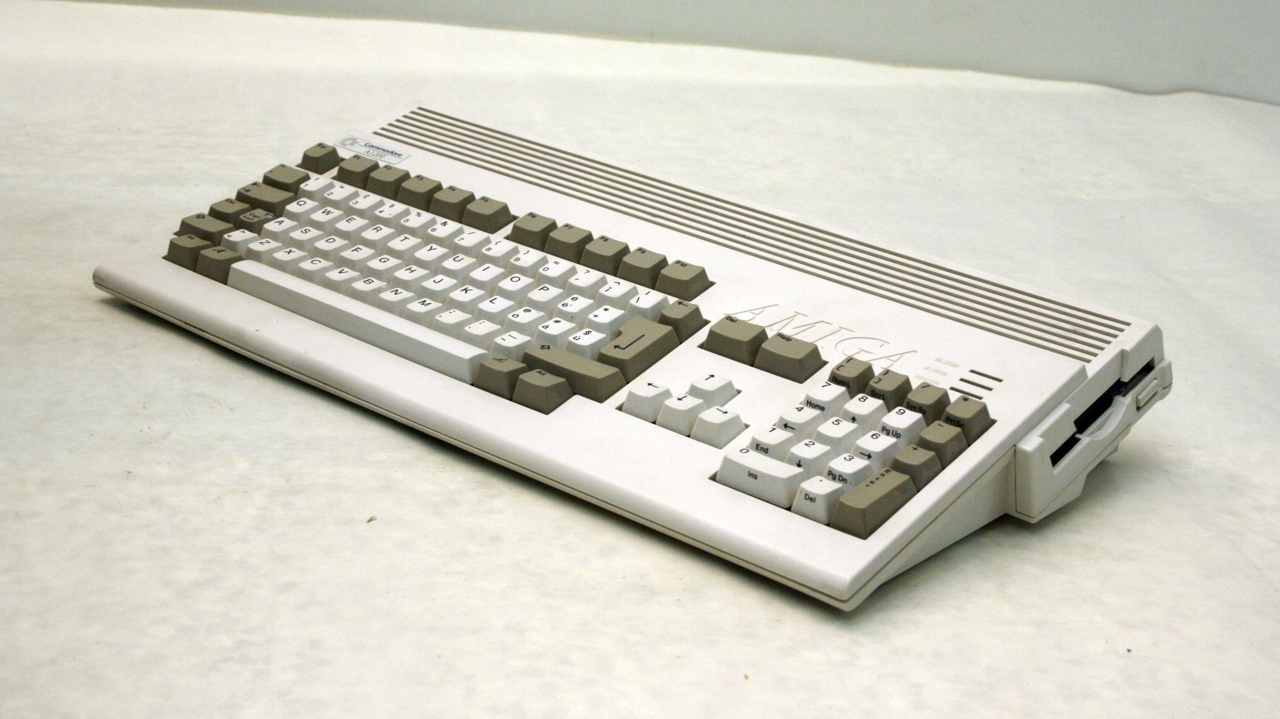
Amiga 1200 modell

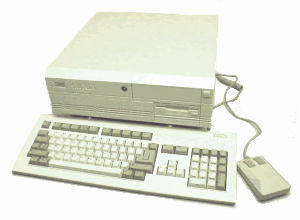
Amiga 4000 modell (asztali verzió)

* A magyar piacon való megjelenésekor, vagy a jelzett időszakban.

** Az Amiga 1000-ben van még 256 kilobyte memória, de ez a Kickstartnak van fenntartva és alaphelyzetben nem elérhető el a többi program részére.

*** A fast RAM a CPU slot-ban van.

**** A megjelölt CPU, processzorkártyán van, de az alaplapon megtalálható a 68000 CPU is. A processzorok közül a processzorkártyán lévő ROM, boot menüjéből lehet választani. Ez a menü akkor jön elő, ha a gép bootolásakor lenyomva tartjuk a két egérgombot. A 68000-es processzor módban nem elérhető az FPU; az MMU valamint a processzorkártyán lévő Fast RAM (alaphelyzetben 2MB).

***** „Igaz, az 500-asból ötvenet márciusban – fél nap alatt – már eladtak a 2C Áruházban, de folyamatos kínálatról eddig nem beszélhettünk. Geyer Lászlóné, a 2C Áruház igazgatóhelyettese viszont jó hírekkel szolgált a Commodore Show-n:
  - A Weltexporttal kötött hosszú távú keretszerződés értelmében minden hónap 15-éig leszállítják a megrendelt mennyiséget a különboző Commodore gépekből és kiegészítőkből. Ma már biztosan ígérhetem, hogy rendszeresen kapható az Amiga 500-as három demólemezzel és egérrel 54600 forintért.”

****** Eredetileg az "A1200" jelvénnyel (badge) rendelkező gépeknek nem volt merevlemeze, és külön volt "A1200HD" illetve "A1200HD/40", de később már csak A1200 jelvénnyel árulták a gépeket, akár 80 vagy 120 MB-os, esetleg nagyobb merevlemezzel. Az Acomp 1993 év végi árlistáján látok Amiga 1200-at 80 MB-os merevlemezzel 87900 Forintért (2 hónappal később már 68990 Forintért).
A táblázat, a könnyebb összehasonlíthatóság kedvéért az alábbi szempontok szerint lett rendezve:

1.) kategóriákra lett bontva (professzionális; otthoni stb.), kategóriák legkorábbi tagja szerint időrendben (először Amiga 1000, majd 500, utána CDTV és végül CD32)

2.) típuscsaládokra lett bontva (1000; 2000/2500/1500; 3000 stb.), legkorábbi tagja szerint időrendben (először Amiga 1000, majd 2000 (Rev. 4.0), utána 3000 stb.)

3.) revíziók szerint (adott típus revíziói egymás alatt állnak) időrendben

4.) a megjelenés dátuma szerint (például a 2000HD előbb jelent meg, mint a 2500, az pedig mint az 1500) időrendben

### Idővonalon
|                            | 1985                    | 1985                    | 1986                    | 1986                    | 1986                    | 1986                    | 1987                    | 1987                    | 1987                    | 1987                    | 1988                    | 1988                    | 1988                    | 1988                    | 1989                    | 1989                    | 1989                    | 1989                    | 1990                    | 1990                    | 1990                    | 1990                    | 1991                    | 1991                    | 1991                    | 1991                    | 1992                    | 1992                    | 1992                    | 1992                    | 1993                    | 1993                    | 1993                    | 1993                    | 1994                    | 1994                    | 1994         | 1994         | 1995         | 1995         | 1995         | 1995         | 1996         | 1996         | 1996         | 1996         | 1997         | 1997         | 1997         | 1997         | 1998         | 1998         | 1998 | 1998 |
| 3                          | 4                       | 1                       | 2                       | 3                       | 4                       | 1                       | 2                       | 3                       | 4                       | 1                       | 2                       | 3                       | 4                       | 1                       | 2                       | 3                       | 4                       | 1                       | 2                       | 3                       | 4                       | 1                       | 2                       | 3                       | 4                       | 1                       | 2                       | 3                       | 4                       | 1                       | 2                       | 3                       | 4                       | 1                       | 2                       | 3                       | 4            | 1            | 2            | 3            | 4            | 1            | 2            | 3            | 4            | 1            | 2            | 3            | 4            | 1            | 2            |              |      |      |
| Védjegy-tulajdonos         | Commodore International | Commodore International | Commodore International | Commodore International | Commodore International | Commodore International | Commodore International | Commodore International | Commodore International | Commodore International | Commodore International | Commodore International | Commodore International | Commodore International | Commodore International | Commodore International | Commodore International | Commodore International | Commodore International | Commodore International | Commodore International | Commodore International | Commodore International | Commodore International | Commodore International | Commodore International | Commodore International | Commodore International | Commodore International | Commodore International | Commodore International | Commodore International | Commodore International | Commodore International | Commodore International | Commodore International | Escom        | Escom        | Escom        | Escom        | Escom        | Escom        | Escom        | Escom        | QuikPak      | QuikPak      | QuikPak      | QuikPak      | QuikPak      | QuikPak      | QuikPak      | QuikPak      |      |      |
|                            |                         |                         |                         |                         |                         |                         |                         |                         |                         |                         |                         |                         |                         |                         |                         |                         |                         |                         |                         |                         |                         |                         |                         |                         |                         |                         |                         |                         |                         |                         |                         |                         |                         |                         |                         |                         |              |              |              |              |              |              |              |              |              |              |              |              |              |              |              |              |      |      |
| Lapkakészletek             | OCS                     | OCS                     | OCS                     | OCS                     | OCS                     | OCS                     | OCS                     | OCS                     | OCS                     | OCS                     | OCS                     | OCS                     | OCS                     | OCS                     | OCS                     | OCS                     | OCS                     | OCS                     | OCS                     | OCS                     | OCS                     | OCS                     | OCS                     | OCS                     | OCS                     |                         |                         |                         |                         |                         |                         |                         |                         |                         |                         |                         |              |              |              |              |              |              |              |              |              |              |              |              |              |              |              |              |      |      |
| Lapkakészletek             |                         |                         |                         |                         |                         |                         |                         |                         |                         |                         |                         |                         |                         |                         |                         |                         |                         |                         |                         | ECS                     |                         |                         |                         |                         |                         |                         |                         |                         |                         |                         |                         |                         |                         |                         |                         |                         |              |              |              |              |              |              |              |              |              |              |              |              |              |              |              |              |      |      |
| Lapkakészletek             |                         |                         |                         |                         |                         |                         |                         |                         |                         |                         |                         |                         |                         |                         |                         |                         |                         |                         |                         |                         |                         |                         |                         |                         |                         |                         |                         |                         | AGA                     |                         |                         |                         |                         |                         |                         |                         |              |              |              |              |              |              |              |              |              |              |              |              |              |              |              |              |      |      |
|                            |                         |                         |                         |                         |                         |                         |                         |                         |                         |                         |                         |                         |                         |                         |                         |                         |                         |                         |                         |                         |                         |                         |                         |                         |                         |                         |                         |                         |                         |                         |                         |                         |                         |                         |                         |                         |              |              |              |              |              |              |              |              |              |              |              |              |              |              |              |              |      |      |
| Asztali "big box" modellek | A1000                   | A1000                   | A1000                   | A1000                   | A1000                   | A1000                   | A1000                   | A1500/A2000/A2500       | A1500/A2000/A2500       | A1500/A2000/A2500       | A1500/A2000/A2500       | A1500/A2000/A2500       | A1500/A2000/A2500       | A1500/A2000/A2500       | A1500/A2000/A2500       | A1500/A2000/A2500       | A1500/A2000/A2500       | A1500/A2000/A2500       | A1500/A2000/A2500       | A1500/A2000/A2500       | A1500/A2000/A2500       | A1500/A2000/A2500       | A1500/A2000/A2500       |                         |                         |                         |                         |                         |                         |                         |                         |                         |                         |                         |                         |                         |              |              |              |              |              |              |              |              |              |              |              |              |              |              |              |              |      |      |
| Asztali "big box" modellek |                         |                         |                         |                         |                         |                         |                         |                         |                         |                         |                         |                         |                         |                         |                         |                         |                         |                         |                         |                         | A3000/A3000T/A3000UX    | A3000/A3000T/A3000UX    | A3000/A3000T/A3000UX    | A3000/A3000T/A3000UX    | A3000/A3000T/A3000UX    | A3000/A3000T/A3000UX    | A3000/A3000T/A3000UX    | A3000/A3000T/A3000UX    | A3000/A3000T/A3000UX    | A4000/A4000T            | A4000/A4000T            | A4000/A4000T            | A4000/A4000T            | A4000/A4000T            | A4000/A4000T            | A4000/A4000T            | A4000/A4000T | A4000/A4000T | A4000/A4000T | A4000/A4000T | A4000/A4000T | A4000/A4000T | A4000/A4000T | A4000/A4000T | A4000/A4000T | A4000/A4000T | A4000/A4000T | A4000/A4000T | A4000/A4000T | A4000/A4000T | A4000/A4000T | A4000/A4000T |      |      |
| Alsókategióriás modellek   |                         |                         |                         |                         |                         |                         |                         |                         |                         | A500                    | A500                    | A500                    | A500                    | A500                    | A500                    | A500                    | A500                    | A500                    | A500                    | A500                    | A500                    | A500                    | A500                    | A500                    | A500                    | A500+                   | A500+                   | A500+                   |                         | A1200                   | A1200                   | A1200                   | A1200                   | A1200                   | A1200                   | A1200                   | A1200        | A1200        | A1200        | A1200        | A1200        | A1200        | A1200        | A1200        |              |              |              |              |              |              |              |              |      |      |
| Alsókategióriás modellek   |                         |                         |                         |                         |                         |                         |                         |                         |                         |                         |                         |                         |                         |                         |                         |                         |                         |                         |                         |                         |                         |                         |                         |                         |                         |                         | A600                    |                         |                         |                         |                         |                         |                         |                         |                         |                         |              |              |              |              |              |              |              |              |              |              |              |              |              |              |              |              |      |      |
| Konzolok                   |                         |                         |                         |                         |                         |                         |                         |                         |                         |                         |                         |                         |                         |                         |                         |                         |                         |                         |                         |                         |                         |                         |                         | CDTV                    | CDTV                    | CDTV                    | CDTV                    | CDTV                    | CDTV                    | CDTV                    | CDTV                    | CDTV                    | CDTV                    | CD32                    | CD32                    | CD32                    |              |              |              |              |              |              |              |              |              |              |              |              |              |              |              |              |      |      |